# Saint-Lon-les-Mines
Saint-Lon-les-Mines (gaskonsko Sent Lon) je naselje in občina v francoskem departmaju Landes regije Akvitanije. Naselje je leta 2009 imelo 1.197 prebivalcev.

## Geografija
Kraj leži v pokrajini Gaskonji 14 km jugozahodno od Daxa.

## Uprava
Občina Saint-Lon-les-Mines skupaj s sosednjimi občinami Bélus, Cauneille, Hastingues, Oeyregave, Orist, Orthevielle, Pey, Peyrehorade, Port-de-Lanne, Saint-Cricq-du-Gave, Saint-Étienne-d'Orthe in Sorde-l'Abbaye sestavlja kanton Peyrehorade s sedežem v Peyrehoradu. Kanton je sestavni del okrožja Dax.

## Zgodovina
Na ozemlju občine je v letih 1918 do 1949 obratoval rudnik lignita, od tod tudi njeno sedanje ime, do leta 1918 Saint-Léon d’Orthe oz. Saint-Lon d’Orthe.

## Zanimivosti
- cerkev sv. Jerneja in Leona iz 13. stoletja;